# Indywidualne Mistrzostwa Europy w Long Tracku 1967
Indywidualne Mistrzostwa Europy na długim torze 1967 – zawody żużlowe, mające na celu wyłonienie medalistów indywidualnych mistrzostw Europy na długim torze w sezonie 1967. W finale zwyciężył, po raz drugi w karierze, Niemiec Manfred Poschenreider.

## Terminarz
- 1. runda kwalifikacyjna – Straubing, 1 maja 1967
- 2. runda kwalifikacyjna – Skive, 28 maja 1967
- 3. runda kwalifikacyjna – Mühldorf am Inn, 4 czerwca 1967
- finał – Scheeßel, 3 września 1967

## Finał
- Scheeßel, 3 września 1967

| Msc. | Zawodnik              | Kraj            | Pkt |  |  |
| ---- | --------------------- | --------------- | --- |  |  |
| 1    | Manfred Poschenreider | RFN             | 13  |  |  |
| 2    | Don Godden            | Wielka Brytania | 13  |  |  |
| 3    | Jon Ødegaard          | Norwegia        | 11  |  |  |
| 4    | Kurt Wede Petersen    | Dania           | 10  |  |  |
| 5    | Timo Laine            | Finlandia       | 15  |  |  |
| 6    | Rudolf Kastl          | RFN             | 15  |  |  |
| 7    | Juhani Taipale        | Finlandia       | 9   |  |  |
| 8    | Willihard Thomsson    | Szwecja         | 9   |  |  |
| 9    | Heinrich Sprenger     | RFN             | 8   |  |  |
| 10   | Matti Olin            | Finlandia       | 8   |  |  |
| 11   | Rainer Jüngling       | RFN             | 7   |  |  |
| 12   | Gottfried Schwarze    | RFN             | 6   |  |  |
| 13   | Fred Aberl            | RFN             | 4   |  |  |
| 14   | Josef Unterholzner    | RFN             | 3   |  |  |
| 15   | Hans Trovik           | Norwegia        | 2   |  |  |
| 16   | Günther Walla         | Austria         | 1   |  |  |
| 17   | Josef Sinzinger       | RFN             | 0   |  |  |
| 18   | Veikko Metsahuone     | Finlandia       | 0   |  |  |